# Cantillac
Cantillac est une ancienne commune française située dans le département de la Dordogne, en région Nouvelle-Aquitaine.
Au 1er janvier 2019, elle est intégrée à la commune nouvelle (élargie) de Brantôme en Périgord en tant que commune déléguée.

## Géographie

### Généralités

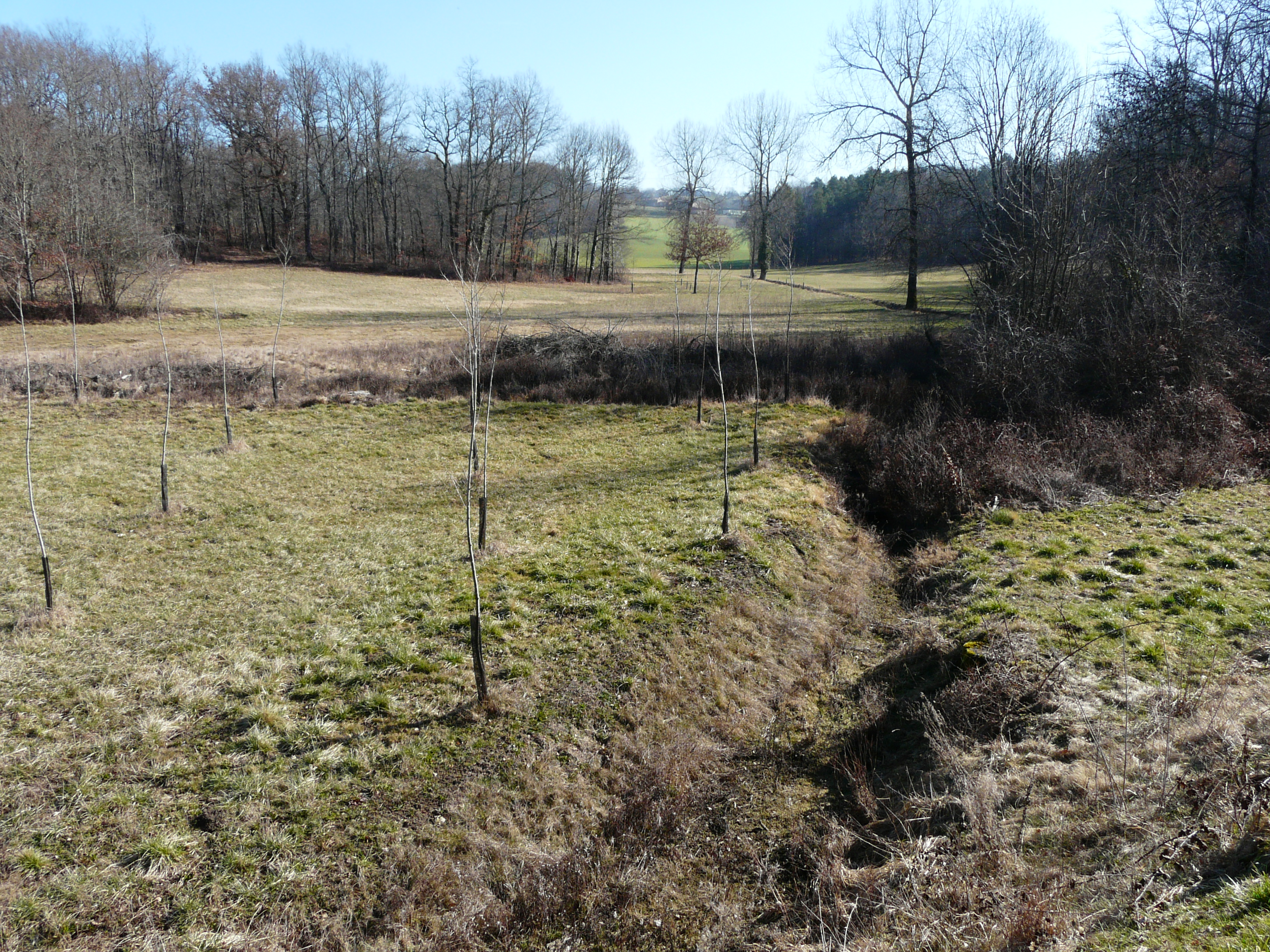
Le Pré Pinson, à sec, à l'est de la route départementale 939.

Localisée dans le Périgord, au nord-ouest du département de la Dordogne, la commune de Cantillac s'étend sur 8,12 km2. Elle est arrosée par le Pré Pinson (également appelé le Belaygue) qui prend sa source sur le territoire communal au Mont Saint-Jean. Le Pré Pinson est un petit affluent du Boulou et un sous-affluent de la Dronne. 
À l'ouest et au nord, la commune est limitrophe du parc naturel régional Périgord-Limousin. 
L'altitude minimale, 124 mètres, se situe à l'extrême sud-est, là où le Libourny, affluent de la Dronne, quitte la commune pour servir de limite entre celles de Champagnac-de-Belair et Brantôme. Le point culminant avec 233 mètres se trouve au nord de la commune. Sur le plan géologique, le sol se compose principalement de calcaires du Crétacé, et au nord,  de sables, d'argiles ou de graviers du Pléistocène.
Composé seulement d'une quinzaine de bâtiments dont l'église et la mairie, le village de Cantillac, implanté à l'écart des routes principales, est situé, en distances orthodromiques, quatre kilomètres au nord de Brantôme et quinze kilomètres au sud de Nontron. La commune comporte néanmoins trois importantes voies d'accès : à l'ouest la  route départementale 939 (axe La Rochelle - Périgueux) et à l'est les routes départementales 82 et 675 (axe Brantôme - Nontron).

### Communes limitrophes

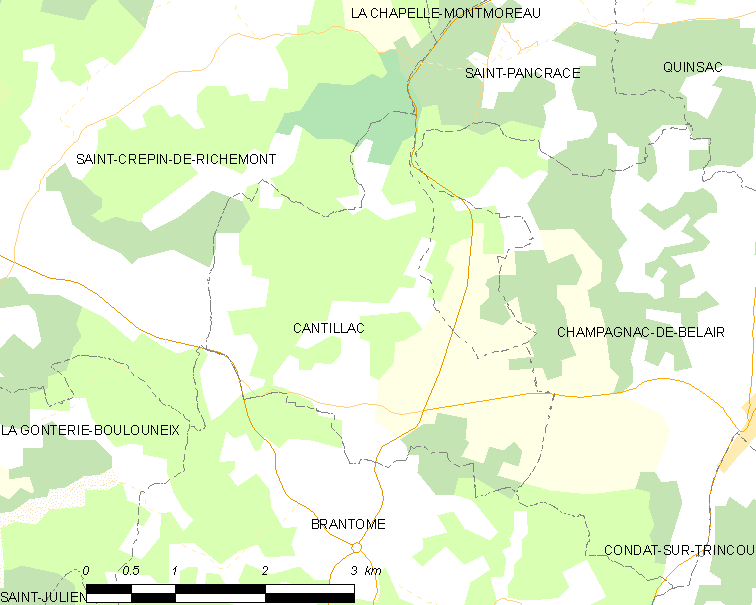
Carte de Cantillac et des communes avoisinantes en 2015.

En 2018, année précédant son intégration à la commune nouvelle de Brantôme en Périgord, Cantillac était limitrophe de quatre autres communes.
|                           | Saint-Pancrace       |                      |
| Saint-Crépin-de-Richemont | Cantillac            | Champagnac-de-Belair |
|                           | Brantôme en Périgord |                      |

## Urbanisme

### Villages, hameaux et lieux-dits
Outre le petit bourg de Cantillac proprement dit, le territoire se compose de quelques villages, hameaux ou lieux-dits :
- le Bas Puy
- le Bouchet
- les Bourgougnoux
- les Bouriaux
- la Gaillardie
- Grand Lac
- Maison Neuve
- Margnac
- Mont Saint-Jean
- la Plagne
- Puybertro
- Puycervier
- Puyfauchard
- Saint-Michel.

## Toponymie
La première mention écrite connue du lieu apparaît au XIIIe siècle sous la forme Qentilhacum, puis Cantilhacum au siècle suivant.  Au XIIIe siècle, Cantillac était l'une des vingt-sept paroisses dépendant de l'archiprêtré de Condat dont le siège se situait à Champagnac.
Sur la carte de Cassini représentant la France entre 1756 et 1789, le village est identifié sous le nom de Quentillac.
L'origine du nom de Cantillac remonterait à un personnage gallo-roman Quintilius auquel est apposé le suffixe -acum, ce qui correspondrait au « domaine de Quintilius ».
En occitan, la commune porte le nom de Cantilhac.

## Histoire
Le lieu est mentionné au XIIIe siècle mais son église romane date du siècle précédent.
Au 1er janvier 2019, la commune fusionne avec six autres communes pour former la commune nouvelle  (élargie) de Brantôme en Périgord. À cette date, les sept communes fondatrices deviennent communes déléguées.

### Mars 1944
- Si vous ne connaissez pas le sujet, laissez ce bandeau (vous pouvez alors contacter les auteurs).
- Si vous supprimez le contenu mis en cause (vous pouvez préalablement contacter les auteurs),

argumentez précisément cette suppression dans la page de discussion
(un manque de référence n'est pas un argument ; une recherche réelle de référence doit avoir été effectuée, être formellement documentée).

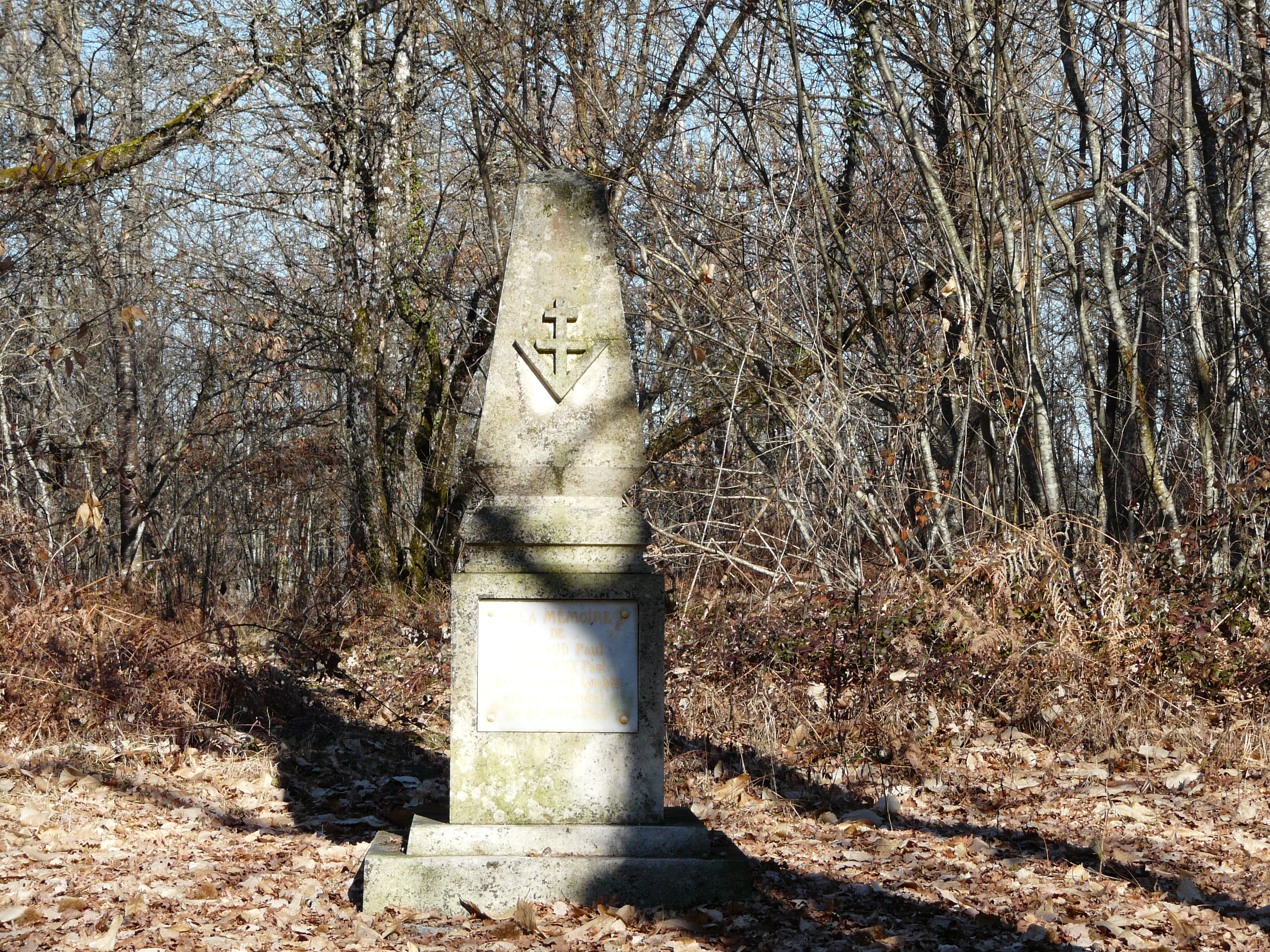
Stèle à la mémoire de deux combattants tombés le 27 mars 1944 à Cantillac, face aux Allemands.

En 1944, la commune de Cantillac devint le théâtre de scènes sanglantes, qui pendant la période du 26 mars au 2 avril se renouvelèrent un peu partout en Dordogne. Le 27 mars, à six heures du matin, une colonne allemande, la division Brehmer, composée de 3 000 soldats et de nombreux engins blindés arrivait à Cantillac. En une demi-heure, la commune était encerclée, toutes les routes barrées et un poste de commandement était installé.
Puis ce furent des scènes de pillages et de barbarie, les occupants obligeant les habitants dont ils pillaient les maisons, à leur servir boissons et repas. Le village est entièrement occupé et le Commandant déclare alors qu’il a à sa disposition 3 000 soldats pour faire la chasse aux terroristes.
Vers neuf heures et demie, des nuages de fumée et des rougeoiements d’incendie apprennent que les Allemands viennent de mettre le feu  aux bois de la partie nord de la commune, dans l’espoir d'en chasser les réfractaires et les maquisards qui, peut-être, s’y cachent et ainsi les obliger à quitter leur refuge. Vers 14 heures, le maire, Telfond, est menacé d’être fusillé. Il sera obligé d’assister à l’incendie du mont Saint-Jean où les nazis viennent de trouver, dans une ferme abandonnée un petit groupe de maquisards, ainsi que la casquette et les papiers ayant appartenu au général allemand tué la veille, sur la route de Brantôme. Cette découverte ne fit qu’aggraver la situation.
Vers 17 heures, le maire fut conduit sur la place de la Mairie pour voir le conseiller municipal Farges, les mains au dos et prêt à être fusillé. Monsieur Telfond fera acte de bravoure en demandant au commandant de le fusiller à la place du conseiller Farges et d’arrêter les atrocités. Les Allemands stoppent alors devant l’église et veulent y entrer. Vingt-deux jeunes gens du maquis, insuffisamment armés pour opposer une résistance à une telle troupe, et qui n’avaient pu quitter la commune avant son encerclement, s’étaient réfugiés dans l'église. Refuge précaire et illusoire, comme l'ont montré les exemples d’Oradour-sur-Glane et de quelques autres communes de France.
Le conseiller Farges chez qui se trouve normalement la clé répond que celle-ci se trouve en possession du curé de La Gonterie-Boulouneix. Les soldats veulent alors enfoncer la porte, malgré les dénégations et les protestations indignées, et les affirmations que l’église est vide. L’officier, apercevant alors une échelle appuyée contre un mur qui mène au clocher, envoie l'un de ses hommes pour vérifier. L’allemand monte à l’échelle, s’aventure, malgré les conseils du maire, sur la voûte fragile de plâtras et, n’ayant rien trouvé (les maquisards sont dans la nef et non pas dans la voûte), redescend en disant à son officier qu’ils se sont trompés.
L’officier rassemble alors ses hommes et la colonne se dispose à quitter Cantillac. Mais, tandis que ces scènes se déroulaient au chef-lieu de la commune, le feu continuait à brûler bois et villages et, partout dans les hameaux, les mêmes scènes de pillage et de mauvais traitements continuaient. À Puyfauchard, la colonne rencontre trois jeunes maquisards qui se sacrifient, résistant les armes à la main, pour permettre à leurs frères d’armes de se défiler dans les bois et d'échapper à l’encerclement de l’ennemi. Après une courte lutte, ils sont massacrés, et leurs corps laissés sur place.
Tous les gens du village, parqués dans un pré, à genoux, sont frappés et martyrisés et l’officier qui commande les oblige à crier « camarade », chaque fois qu’il passe devant eux. L’un d’eux, François Lafaye, âgé et marchant trop lentement au gré de ses bourreaux, reçoit deux décharges de mitraillette et, bien que blessé et perdant son sang en abondance, est obligé, comme ses malheureux compagnons de rester à genoux et de crier lui aussi « camarade » à chaque passage du commandant allemand. Il ne pourra recevoir les soins que nécessite son état que le surlendemain. Le docteur Perruchot retirera de ses jambes vingt balles ou éclats.
Au village du Boucher, une ferme est incendiée à l’aide de paille que le plus proche voisin est obligé d’apporter, après quoi, il est massacré et son corps jeté dans un bâtiment en flammes. Vers six heures enfin, les Allemands quittent Cantillac, laissant derrière eux comme partout où ils sont passés, un sillage de ruines, de sang, de larmes, et de deuils.
Ce n’est que le lendemain, au petit jour, que l’on peut enfin organiser des battues, compter les morts et panser les blessés, et que le maire peut identifier les morts et leur rendre un hommage. Cinq français sont tombés sur le territoire de la commune. Tous n’étaient pas originaires de Cantillac et quelques-uns n’étaient que des hôtes de passage.
Pour ces faits, la commune a été décorée de la croix de guerre 1939-1945 le 11 novembre 1948, distinction également attribuée à dix-huit autres communes de la Dordogne.

## Politique et administration

### Rattachements administratifs et électoraux
Dès 1790, la commune est rattachée du canton de Champagnac-de-Belair — appelé dans un premier temps canton de Champagnac, puis de Champagnac-de-Bel-Air — qui dépend du district de Nontron jusqu'en 1795, date de suppression des districts. En 1801, le canton dépend de l'arrondissement de Nontron.
Dans le cadre de la réforme de 2014 définie par le décret du 21 février 2014, ce canton disparaît aux élections départementales de mars 2015. La commune est alors rattachée au canton de Brantôme, renommé canton de Brantôme en Périgord en 2020.

### Intercommunalité
Fin 1996, Cantillac intègre dès sa création la communauté de communes du Pays de Champagnac-en-Périgord. Celle-ci est dissoute au 31 décembre 2013 et remplacée au 1er janvier 2014 par la communauté de communes Dronne et Belle.

### Administration municipale
La population de la commune étant comprise entre 100 et 499 habitants au recensement de 2011, onze conseillers municipaux ont été élus en 2014,. Ceux-ci sont membres d'office du  conseil municipal de la commune nouvelle de Brantôme en Périgord, jusqu'au renouvellement des conseils municipaux français de 2020.

### Liste des maires puis maires délégués

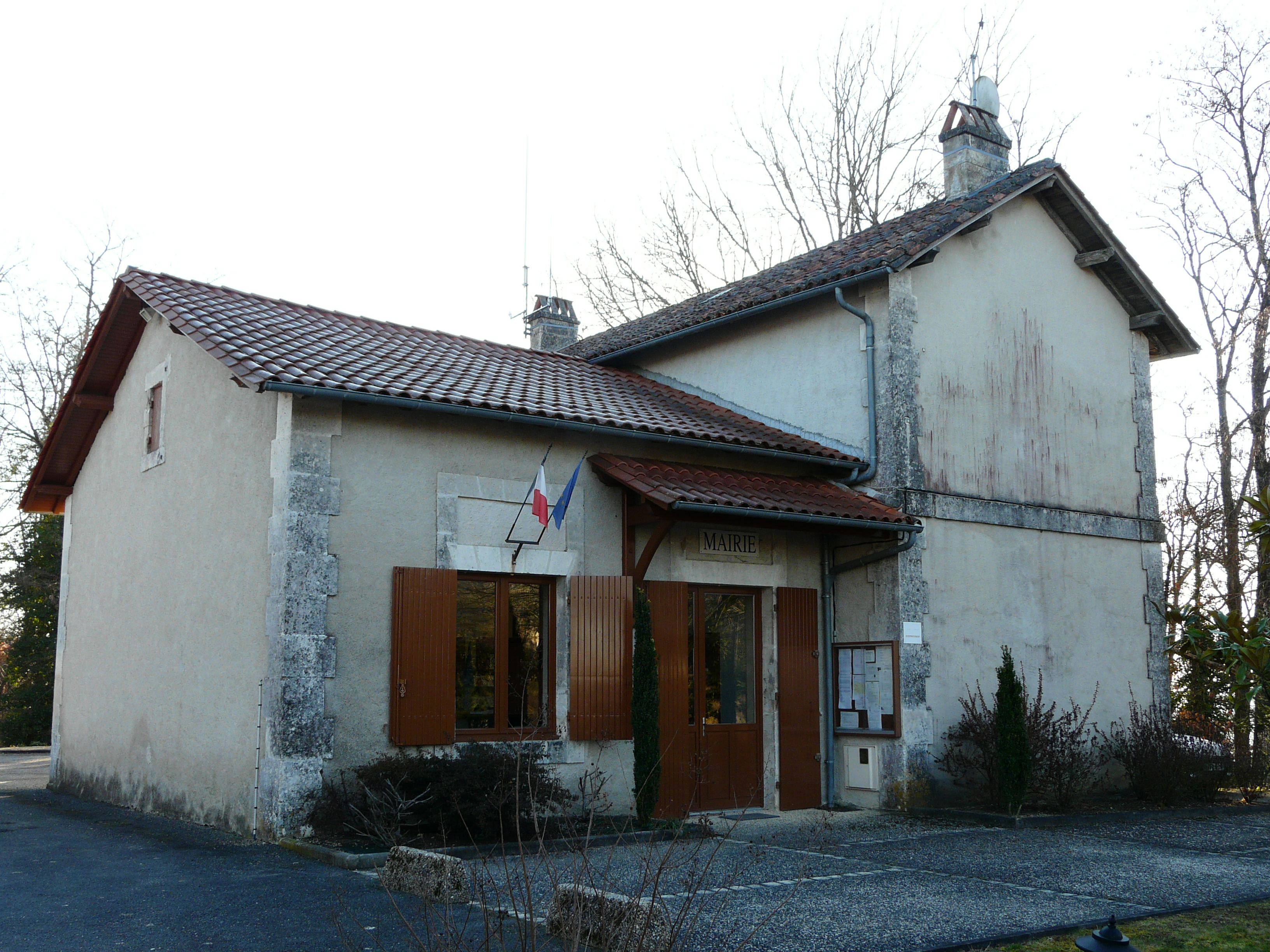
La mairie (ancienne école).

| Période                                  | Période       | Identité          | Étiquette   | Qualité    |
| ---------------------------------------- | ------------- | ----------------- | ----------- | ---------- |
| Les données manquantes sont à compléter. |               |                   |             |            |
|                                          |               |                   |             |            |
|                                          |               | Paul Marc Telfond |             | Industriel |
|                                          |               |                   |             |            |
| octobre 1947                             | ?             | Jean Telfond      |             |            |
|                                          |               |                   |             |            |
| juillet 1951                             | mars 1965     | Gaston Royer      |             |            |
| mars 1965                                | mars 1971     | Gervais Giroux    |             |            |
| mars 1971                                | mars 1977     | Paul Lasmesuras   |             |            |
| mars 1977                                | mars 2008     | Raymond Chanceau  | DVG         |            |
| mars 2008                                | décembre 2018 | Pierre Niquot     | SE puis DLF | Retraité   |

| Période      | Période  | Identité            | Étiquette | Qualité  |
| ------------ | -------- | ------------------- | --------- | -------- |
| janvier 2019 | mai 2020 | Pierre Niquot       | DLF       | Retraité |
| mai 2020)    | En cours | Mme Dominique Fuhry |           |          |

## Population et société

### Démographie
Les habitants de Cantillac se nomment les Cantillacois.
En 2018, dernière année en tant que commune indépendante, Cantillac comptait 190 habitants. À partir du XXIe siècle, les recensements des communes de moins de 10 000 habitants ont lieu tous les cinq ans (2004, 2009, 2014 pour Cantillac). Depuis 2006, les autres dates correspondent à des estimations légales.
Au 1er janvier 2022, la commune déléguée de Cantillac compte 186 habitants.
| 1793 | 1800 | 1806 | 1821 | 1831 | 1836 | 1841 | 1846 | 1851 |
| ---- | ---- | ---- | ---- | ---- | ---- | ---- | ---- | ---- |
| 389  | 343  | 349  | 373  | 367  | 380  | 359  | 377  | 387  |

| 1856 | 1861 | 1866 | 1872 | 1876 | 1881 | 1886 | 1891 | 1896 |
| ---- | ---- | ---- | ---- | ---- | ---- | ---- | ---- | ---- |
| 399  | 360  | 372  | 337  | 340  | 314  | 312  | 320  | 280  |

| 1901 | 1906 | 1911 | 1921 | 1926 | 1931 | 1936 | 1946 | 1954 |
| ---- | ---- | ---- | ---- | ---- | ---- | ---- | ---- | ---- |
| 268  | 268  | 250  | 230  | 224  | 190  | 212  | 197  | 189  |

| 1962 | 1968 | 1975 | 1982 | 1990 | 1999 | 2004 | 2006 | 2009 |
| ---- | ---- | ---- | ---- | ---- | ---- | ---- | ---- | ---- |
| 159  | 164  | 186  | 163  | 151  | 167  | 175  | 175  | 189  |

| 2014 | 2018 | - | - | - | - | - | - | - |
| ---- | ---- | - | - | - | - | - | - | - |
| 192  | 190  | - | - | - | - | - | - | - |

### Enseignement
En 2012, Cantillac est organisée en regroupement pédagogique intercommunal (RPI) avec les communes de Champagnac-de-Belair et Condat-sur-Trincou au niveau des classes de maternelle et de primaire. Les classes sont assurées en totalité à Champagnac-de-Belair.

## Économie
Les données économiques de Cantillac sont incluses dans celles de la commune nouvelle de Brantôme en Périgord.

## Culture locale et patrimoine

### Lieux et monuments
- D'architecture romane, la modeste église Notre-Dame-de-la-Nativité, contigüe au vieux cimetière, remonte au XIIe siècle. Son porche a été partiellement modifié au XVIIe siècle. Elle est inscrite au titre des monuments historiques depuis 1970[8].
- La gentilhommière de Saint-Michel est une demeure récente bâtie sur des bases plus anciennes ; elle conserve une gargouille — qui est un remploi d'une colonne dont l'origine pourrait être gallo-romaine — et une cheminée du XVe siècle[22].
- La chartreuse de Puyservier (ou Puycervier) semble dater de 1674, date figurant sur son portail latéral, alors que la porte d'une grange indique 1639[23].

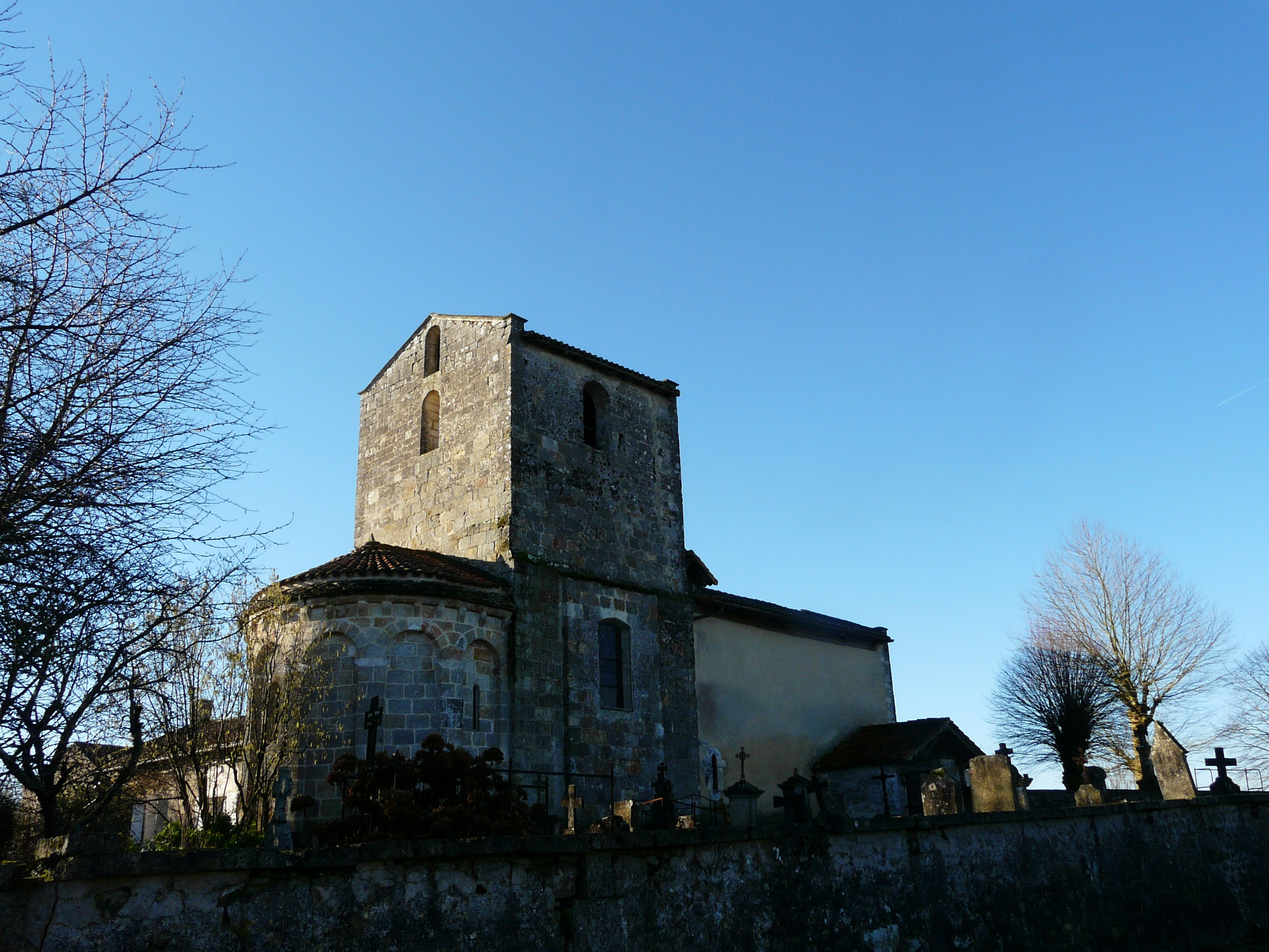
L'église.
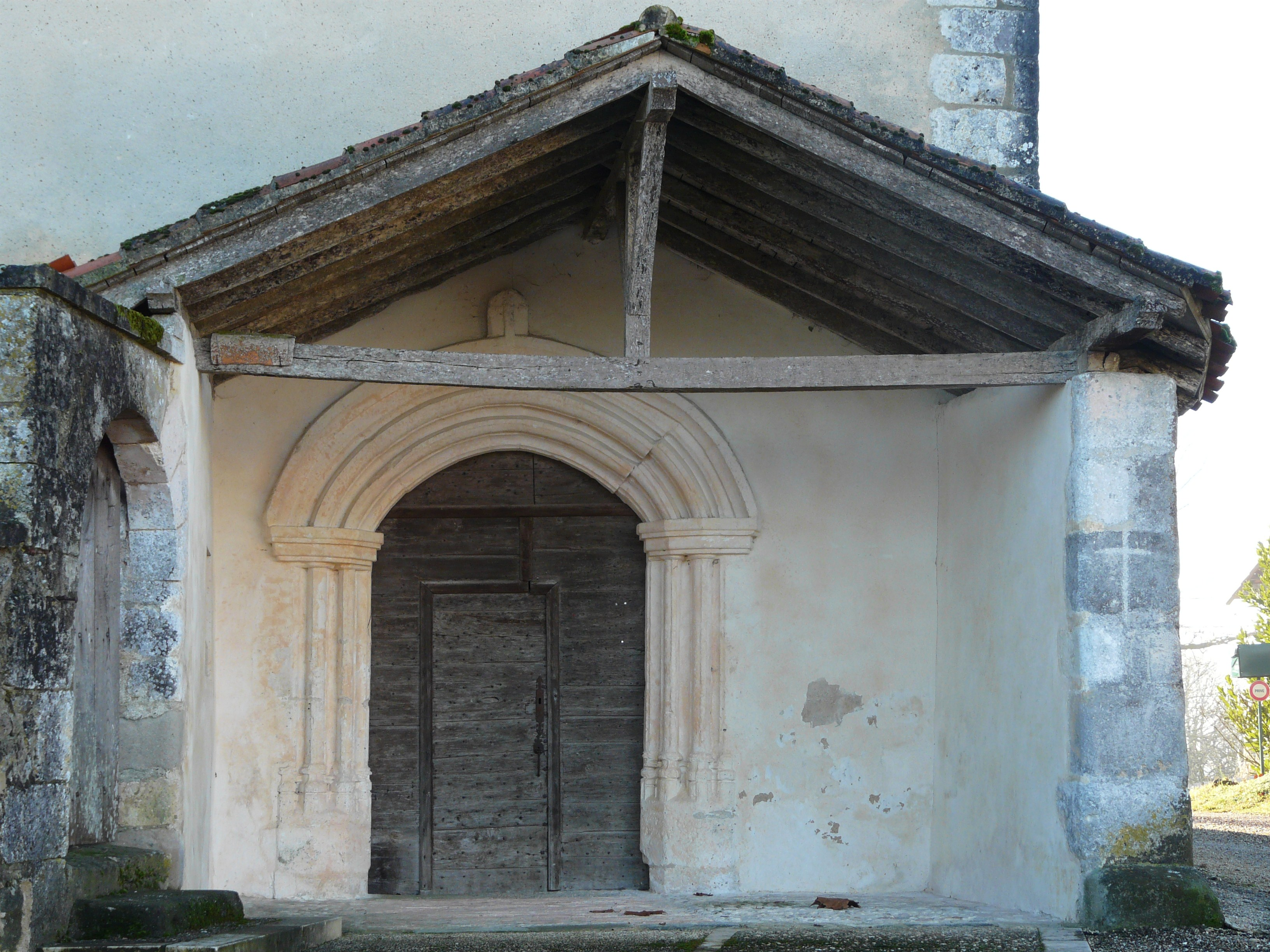
Le porche de l'église.
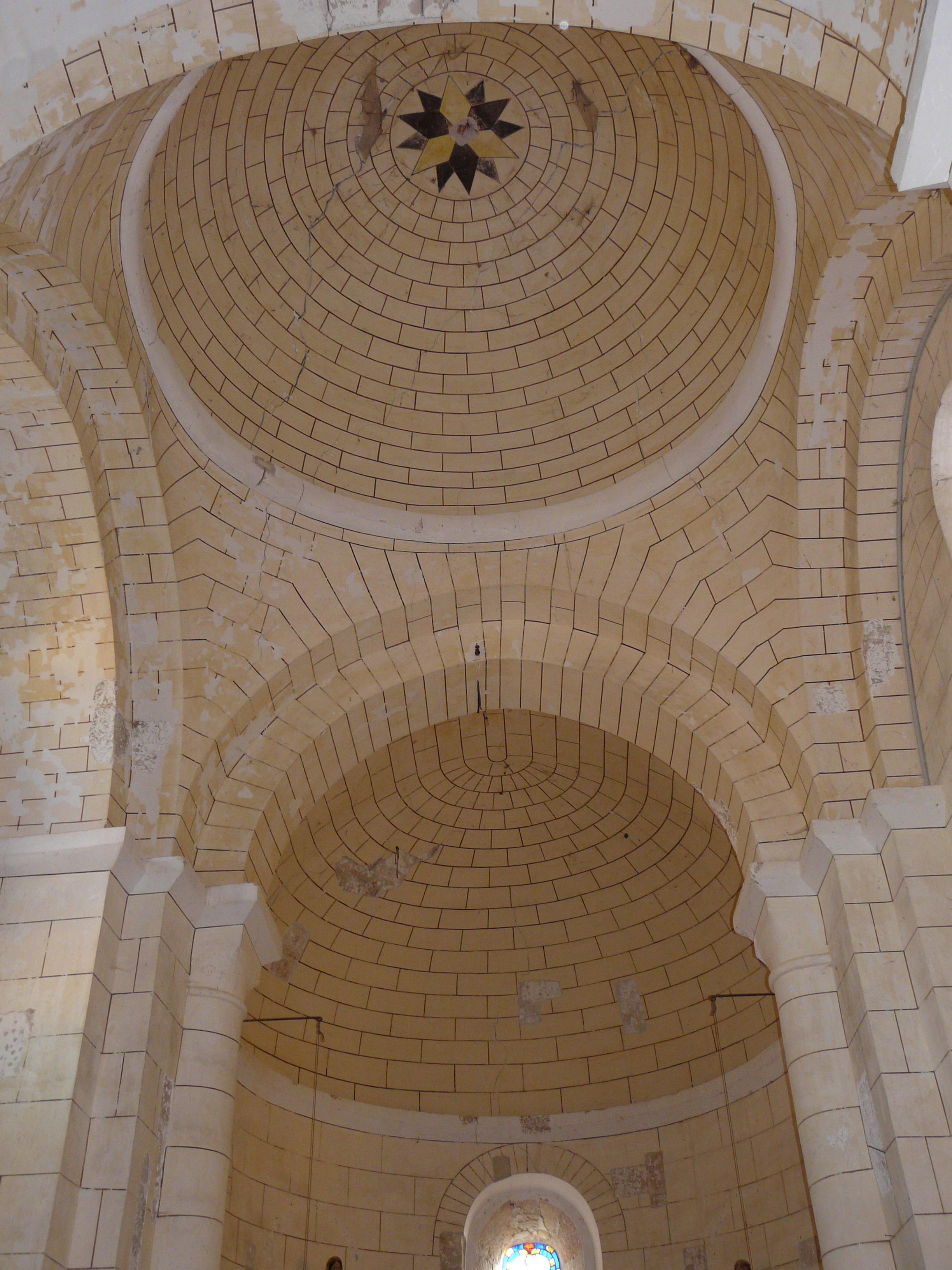
La coupole et le cul-de-four de l'abside.